# Chrám svatého Gorazda (Olomouc)
Chrám svatého Gorazda je pravoslavný katedrální chrám na Gorazdově náměstí v Olomouci. Je chráněn jako kulturní památka České republiky. 

## Historie
Pravoslavná církevní obec byla v Olomouci založena roku 1924 a do jejího čela byl jmenován biskup Gorazd. V prvních letech se věřící scházeli na bohoslužbách v kapli Božího těla v budově bývalého jezuitského konviktu. Později bylo rozhodnuto vybudovat si vlastní chrám, církev uspořádala veřejnou sbírku a v červnu roku 1937 byl položen základní kámen.  Kromě svého liturgického poslání měl sloužit i pro spolkovou činnost církevní obce.
Chrám byl dokončen roku 1939, autorem návrhu byl pravoslavný duchovní Vsevolod Kolomacký. Dne 29. května téhož roku byl zasvěcen svatému Gorazdovi.  Na podzim 1942 byl chrám v souvislosti s heydrichiádou uzavřen a až do května 1945 provozován jako skladiště. Po válce byl zdevastovaný chrám opraven pod dohledem otce Kolomackého.
V roce 1950 se stal katedrálním chrámem, neboť Olomouc je sídlem olomoucko-brněnské eparchie. Mezi lety 1982 až 1987 proběhla generální oprava chrámu, při které se změnila barevnost fasády. Plechové střechy byly natřeny zelenou barvou, fasády jsou kombinací světle cihlové barvy na plochách a bílých lizénových rámů. Byly opraveny i nástěnné ikonomalby v interiéru. V prostorách suterénu byla zřízena kaple sv. Gorazda. Po povodních v roce 1997 byly suterénní prostory nově upraveny.

## Popis

### Exteriér
Chrám stojí na pozemku trojúhelníkového půdorysu v blízkosti mostu přes řeku Moravu na křižovatce ulic Pasteurova a kpt. Nálepky. Svou podélnou osou navazuje na ulici Komenského a tvoří dominantu této části města.
Jde o chrám ve stylu byzantinizující architektury ruské provenience. Bohatě členitá orientovaná stavba stupňovitě stoupá k šestiboké věži s vysokou jehlanovou střechou, která je zakončena cibulovou pozlacenou bání s křížem. Kokošníky na fasádě po obvodu věže znázorňují plameny Ducha svatého. V zadní stěně půlkruhově ukončené apsidy, která tvoří snížený závěr chrámu, je vsazena kamenná deska s letopočtem vzniku kostela.
Nad vstupem do chrámu je nižší věž se zvonicí, jejíž sedlová střecha nese menší pozlacenou báň. Zvonice se třemi zvony má v čelní stěně prolomena tři vysoká okna, po stranách jsou dva otvory.  Symbolicky tím vyjadřuje dvě nejdůležitější teze křesťanské víry o Trojjediném Bohu a dvojí přirozenosti Boha a člověka, Ježíše Krista. Zvonice je s chrámem propojena nízkou chodbou, krytou jednoduchou sedlovou střechou.
Hlavní vstup je zvýrazněn předsunutým půlkruhovým záklenkem krytým plechovou stříškou. Vede k němu kónicky se rozšiřující schodiště lemované zídkou. Nad vchodem je nika s obrazem sv. Gorazda, na fasádě pod vrcholem zvonice je ikona Bohorodice Jeruzalémské.
Obdobně jsou řešeny i dva postranní vstupy do chrámu, další vstup vede do sakristie (říznice) na jižní straně schodištěm krytým stříškou na sloupech. Chrám má i boční kapli Záštity přesvaté Bohorodice.

### Interiér
Vlastní chrámový prostor ve zvýšeném přízemí má v hlavním tvaru křížový půdorys. Nižší vstupní část s plochým stropem neseným hranolovými sloupy se otevírá do monumentálního prostoru pod osmibokou věží. Nižší půlkruhový závěr, zaklenutý konchou, je oddělen ikonostasem s pozlacenými hlavními dveřmi, který stojí mezi chrámovou lodí a oltářním prostorem. Na jižní straně přiléhá k oltářnímu prostoru říznice, na severní pak poboční menší oltář. V lodi stojí rozměrný panychidní stůl a měděná tepaná křtitelnice.
Interiér je bohatě zdoben figurální a dekorativní výmalbou a mnoha nápisy se sakrální tematikou. Ve stropě kupole je namalována holubice jako symbol sv. Ducha a v rozích pod kupolí ikony čtyř evangelistů. Strop lodi podepírá šest jednoduchých sloupů čtvercového půdorysu, zdobených ikonami světců. Ikonografický program chrámové lodi má dva tematické okruhy. Horní pás ikon představuje výjevy ze života Spasitelova a Bohorodice a jejich církevních oslav. Ve středním a nižším pásu ikon jsou obrazy pravoslavných světců mnoha národností a siluety chrámů (byzantského, srbského, kyjevského a moskevského). Závěrečný obraz nad hlavním vchodem představuje žehnajícího Spasitele s Bohorodicí a Janem Křtitelem, za kterými jsou zobrazeni vedle českých a moravských světců i historické osobnosti jako např. Jan Hus, Jiří z Poděbrad, J.A.Komenský. 
Bílý třídveřový ikonostas je zdoben čtyřmi ikonami, z nichž tři pocházejí ještě z původního ikonostasu v kapli Božího těla. V obloucích nad ikonostasem jsou nad sebou velké nástěnné malby s náměty Posvátné večeře a Kristova vzkříšení.
V předsíni, na pravé stěně u vstupních dveří, je osazena pamětní deska biskupa Gorazda. Ikony zde poukazují na nejstarší církevní dějiny na Moravě a v Čechách.
V suterénu se nachází kaple svatého novomučedníka biskupa Gorazda II., v jejíž apsidě je umístěna nová ikona Bohorodice vyvedená podle řeckého vzoru a improvizovaný ikonostas se dvěma hlavními ikonami. Další suterénní místnosti jsou využívané ke společenským a provozním účelům.

## Svatořečení sv. Gorazda II.
Ve dnech 4.–6. září 1987 proběhlo v chrámu svatořečení svatého Gorazda II., biskupa pravoslavné církve v Československu. Sv. Gorazd II. byl 4. září 1942 popraven nacisty za podíl na ukrývání parašutistů, kteří provedli atentát na R. Heydricha.

## Galerie

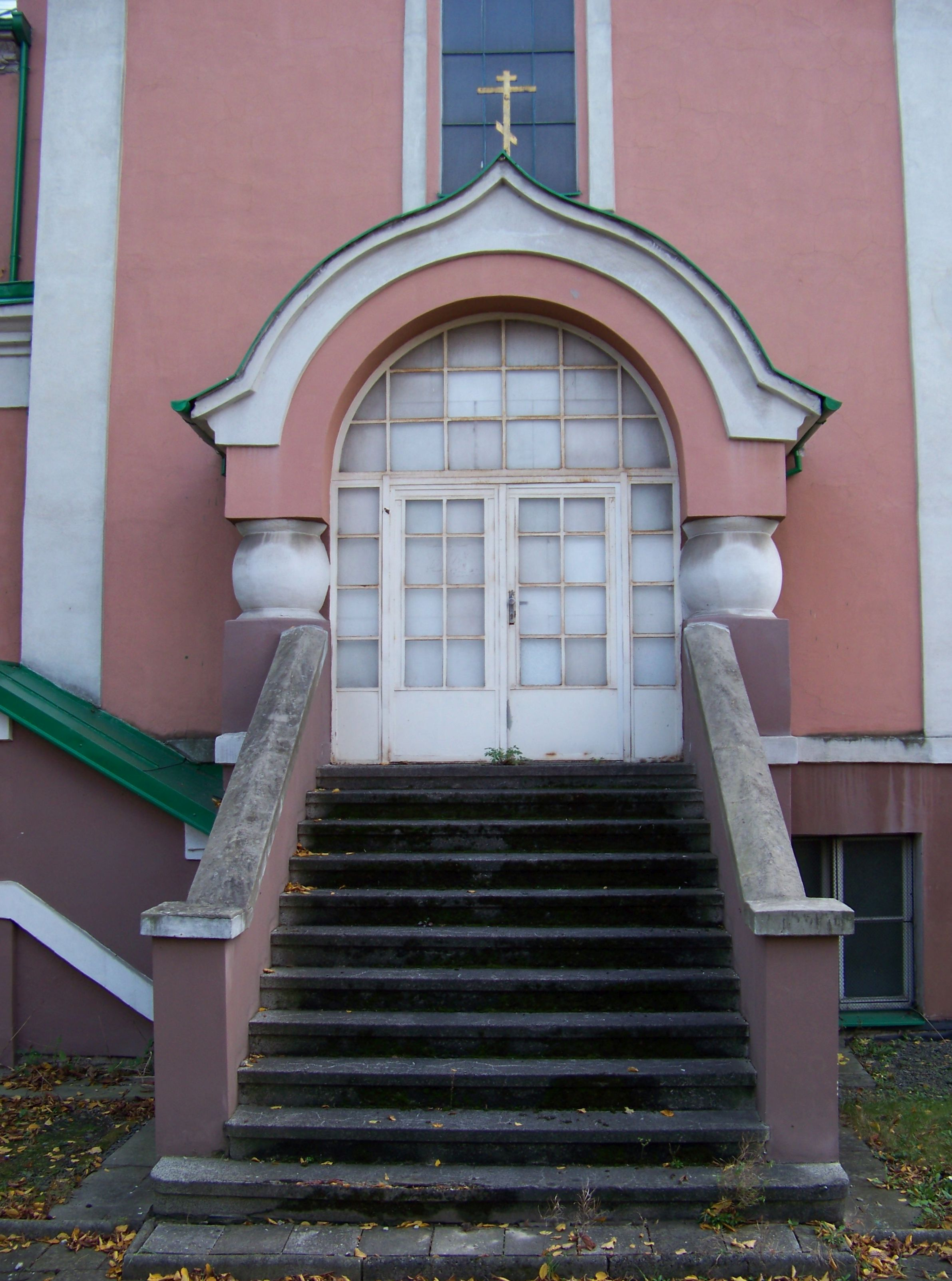
Postranní vchod do chrámu
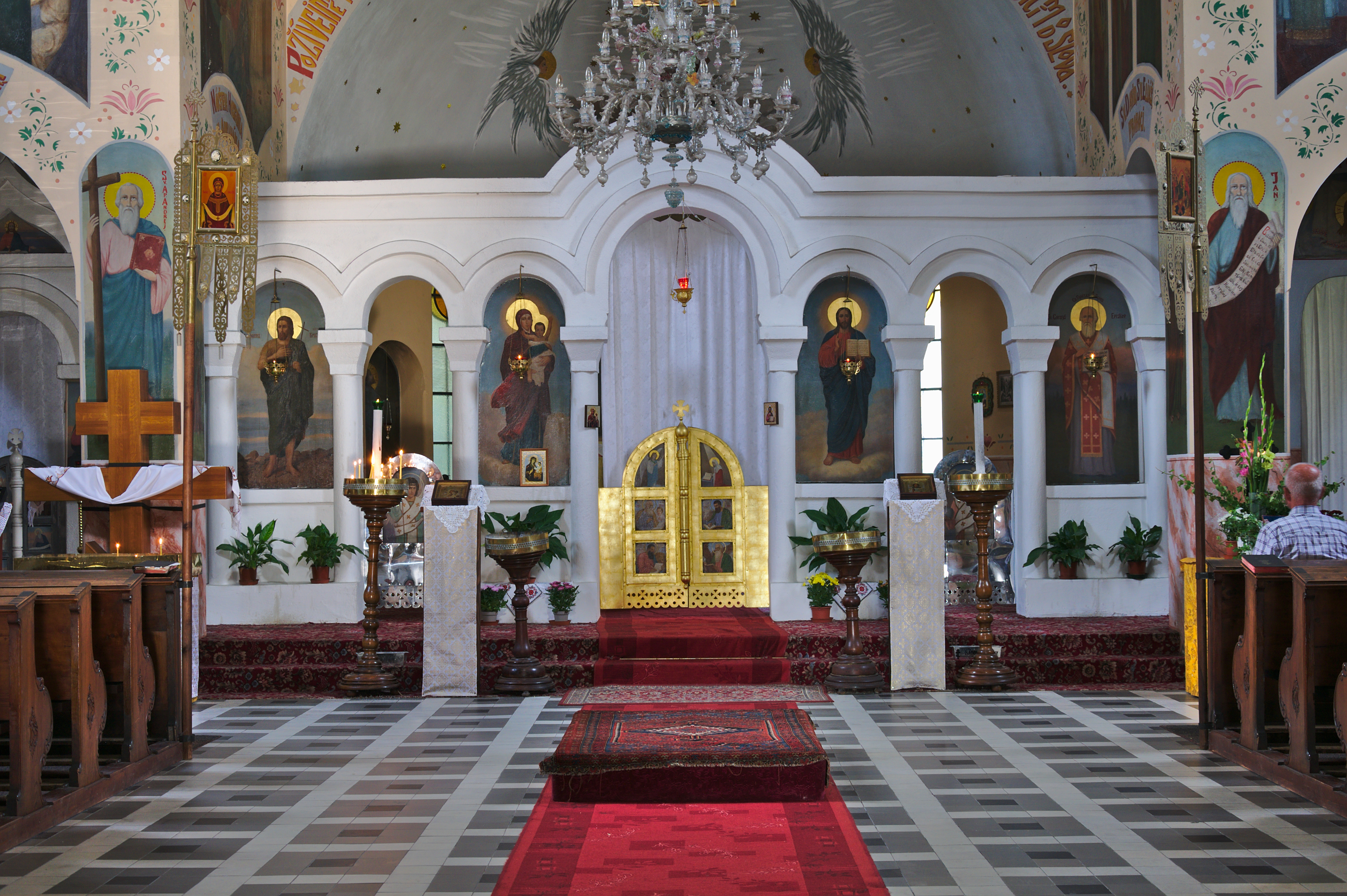
Ikonostas
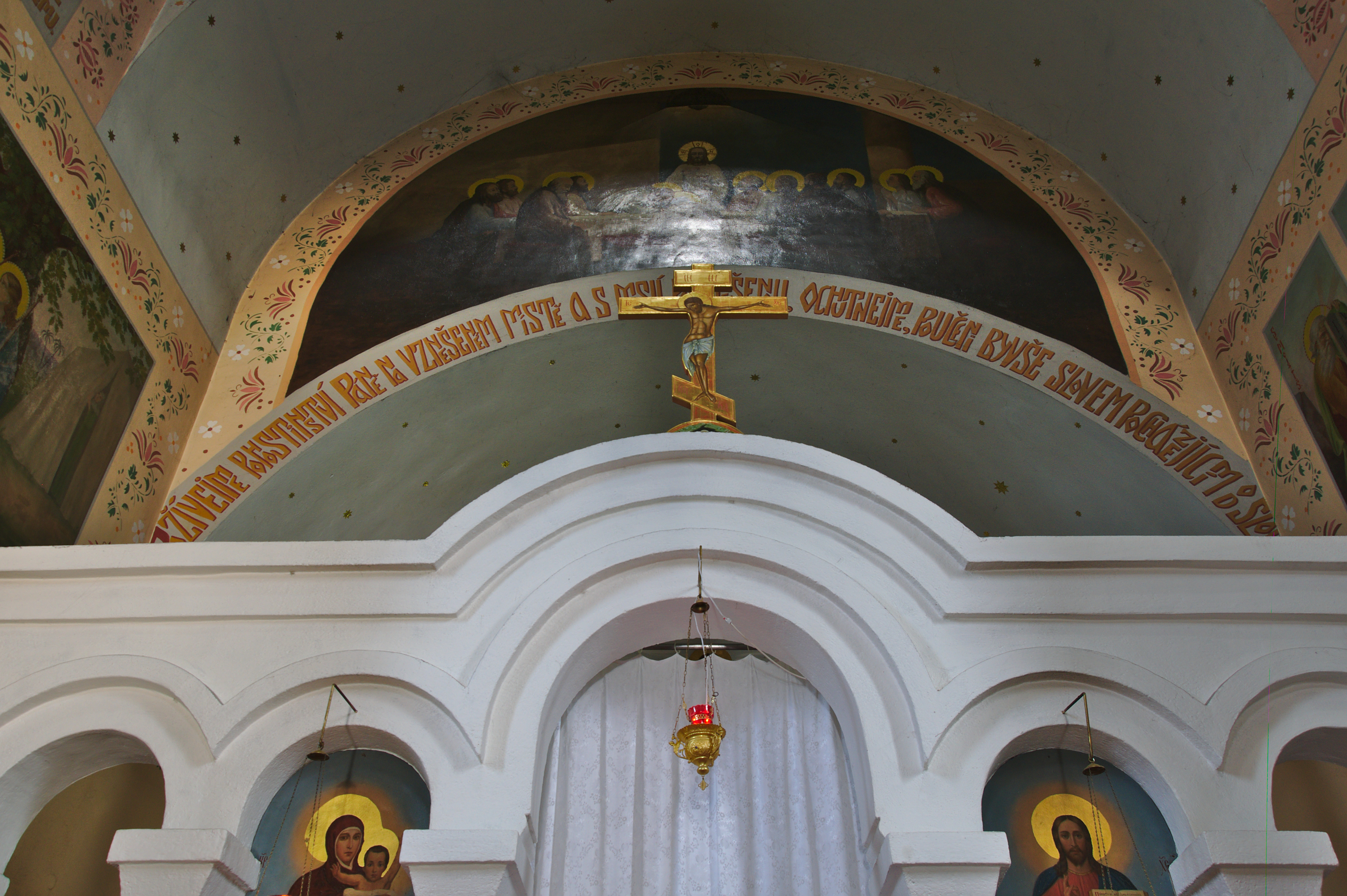
Malba nad ikonostasem
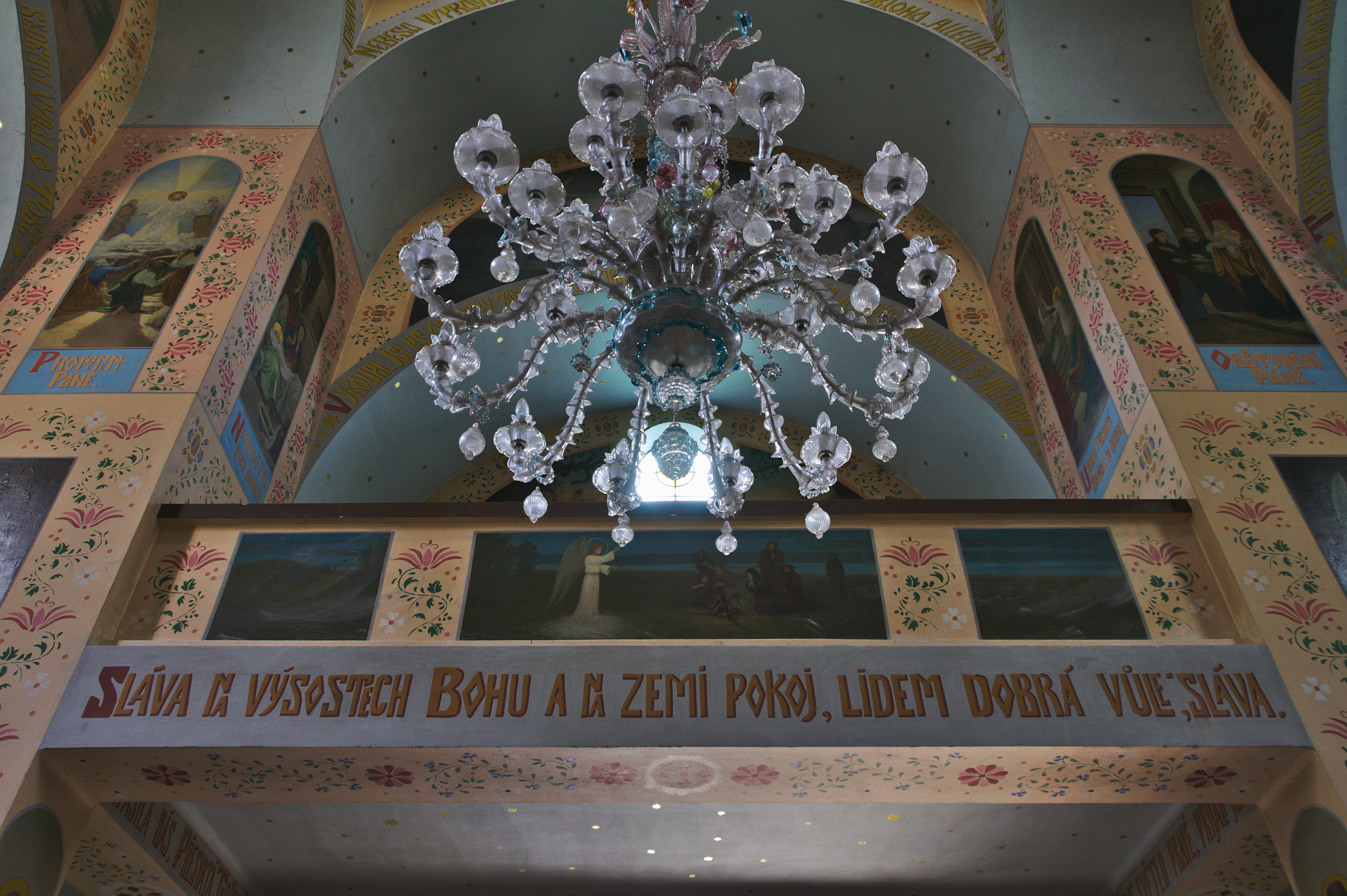
pohled na kůr
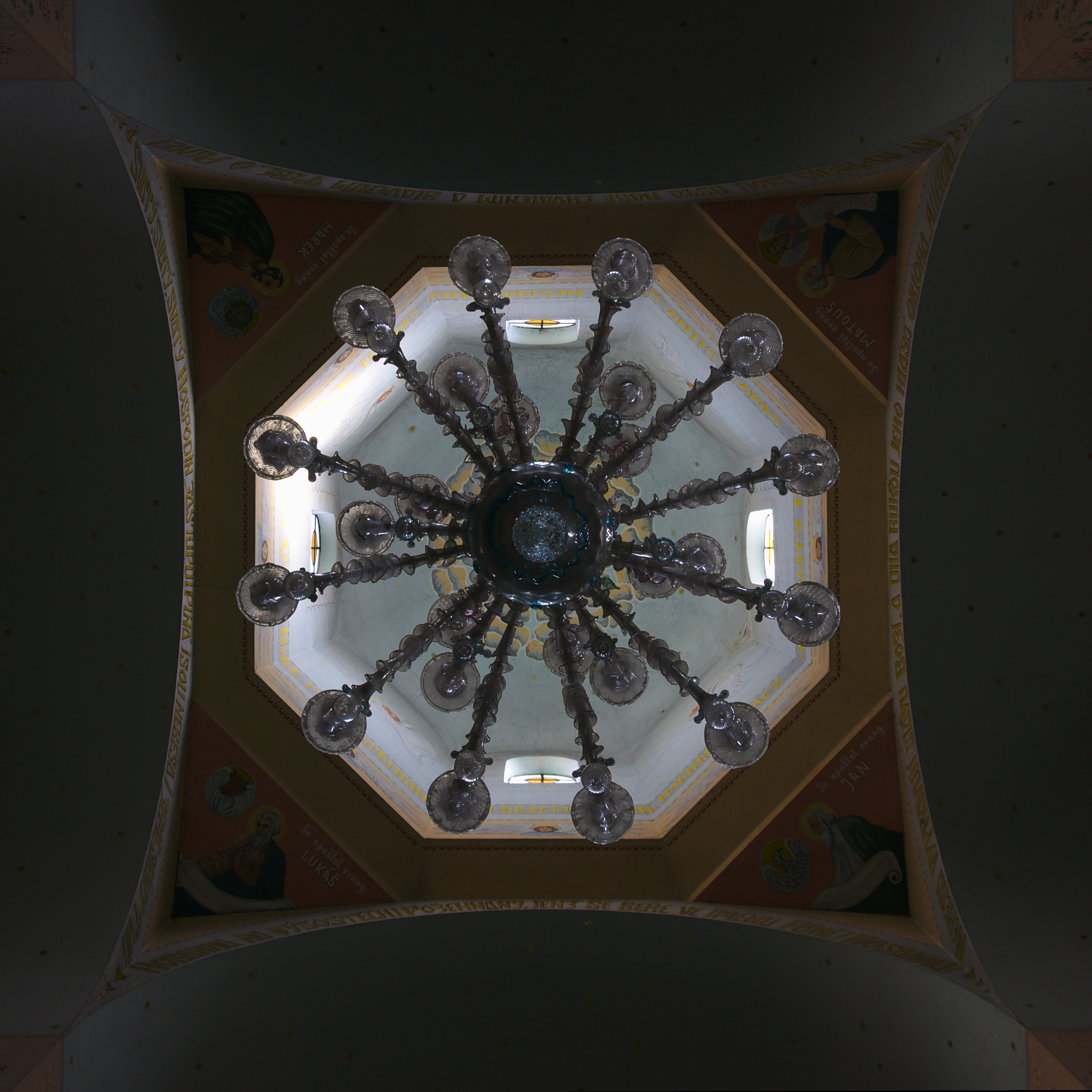
pohled do kupole
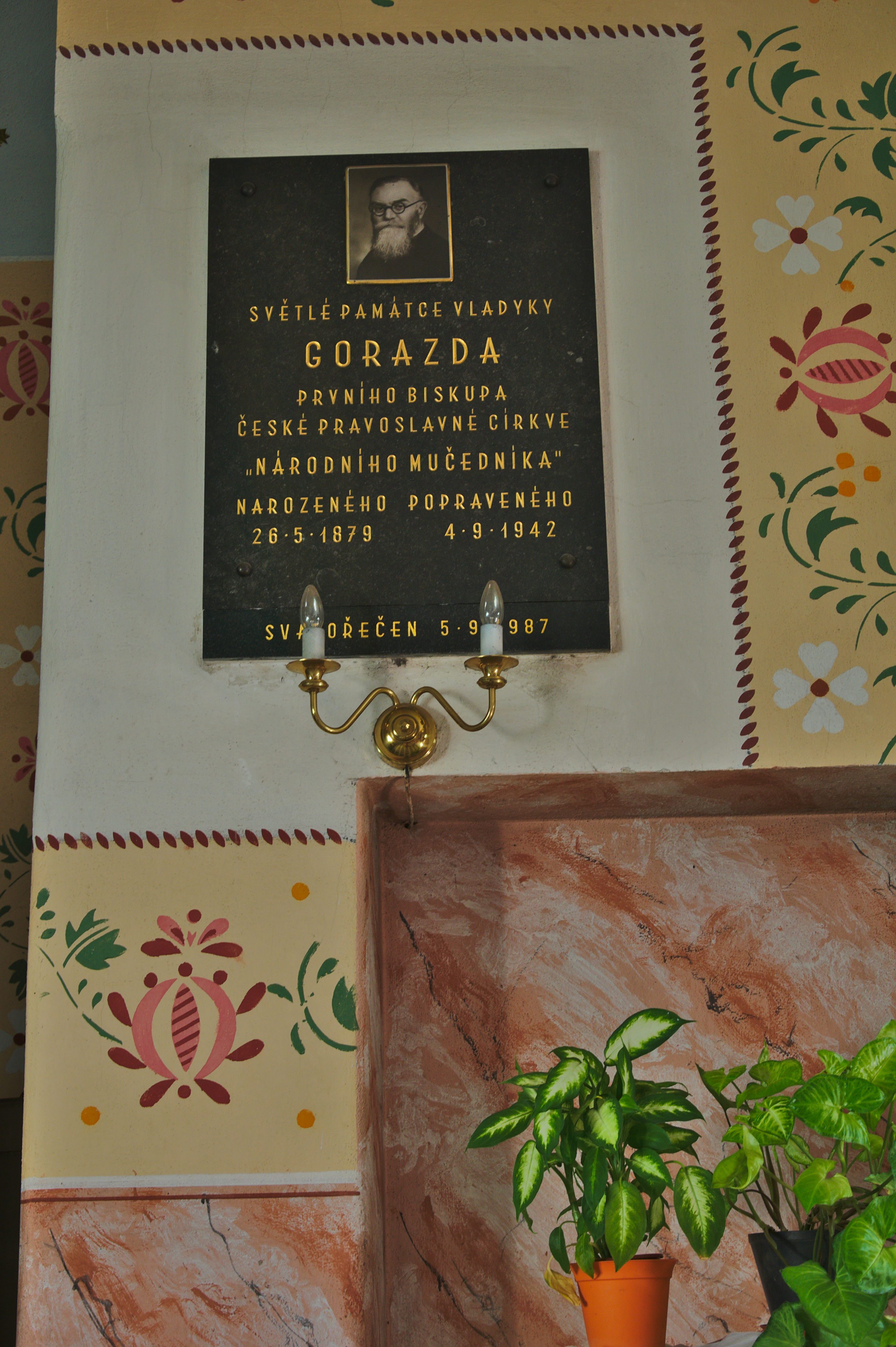
Pamětní deska svatému Gorazdovi
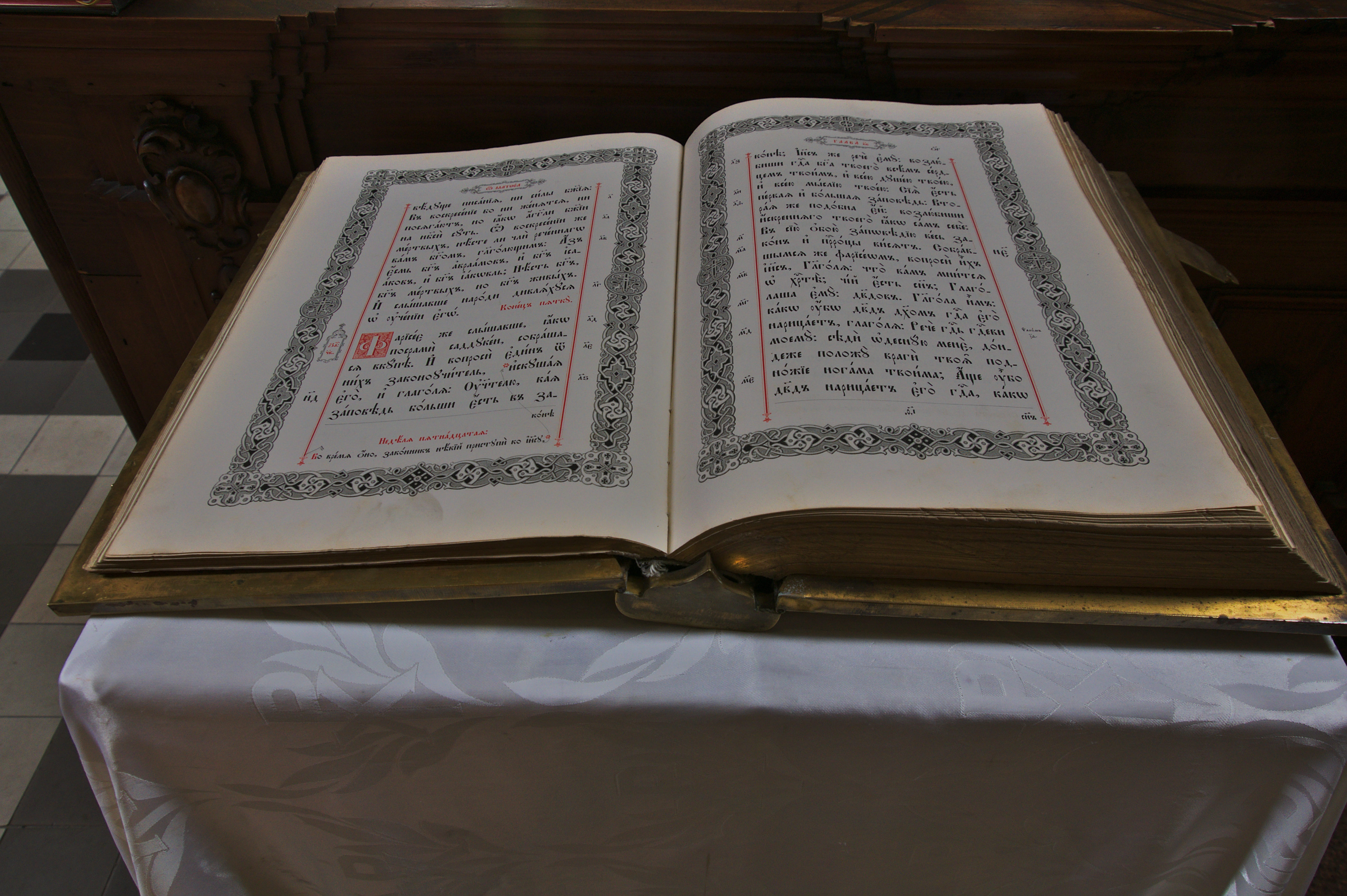
Církevněslovanský evangeliář